# Кичевски народоосвободителен теренен батальон
Кичевски народоосвободителен теренен батальон е комунистическа партизанска единица във Вардарска Македония, участвала в така наречената Народоосвободителна войска на Македония.
Създаден е в Кичевско в средата на септември 1943 година. Състои се от 500 души. Задачата на отряда е да охранява обезопасената от партизаните територия в отсъствие на други партизански отряди. През първата половина на октомври 1943 година се закриват Щабовете на Първа и втора оперативна зона на НОВ и ПОМ. В резултат на това батальона е разформиран и част от състава му се влиза в новосформираната група батальони на НОВ и ПОМ.